# Cup of China de 2017
Cup of China de 2017 foi a décima quinta edição da Cup of China, um evento anual de patinação artística no gelo organizado pela Associação Chinesa de Patinação (em inglês:  Chinese Skating Association), e que fez parte do Grand Prix de 2017–18. A competição foi disputada entre os dias 3 de novembro e 5 de novembro, na cidade de Pequim, China.

## Eventos
- Individual masculino
- Individual feminino
- Duplas
- Dança no gelo

## Medalhistas
| Evento                        | Ouro                                             | Prata                                       | Bronze                                           |
| Individual masculino detalhes | Mikhail Kolyada · Rússia                         | Jin Boyang · China                          | Max Aaron · Estados Unidos                       |
| Individual feminino detalhes  | Alina Zagitova · Rússia                          | Wakaba Higuchi · Japão                      | Elena Radionova · Rússia                         |
| Duplas detalhes               | Sui Wenjing · Han Cong · China                   | Yu Xiaoyu · Zhang Hao · China               | Kirsten Moore-Towers · Michael Marinaro · Canadá |
| Dança no gelo detalhes        | Gabriella Papadakis · Guillaume Cizeron · França | Madison Chock · Evan Bates · Estados Unidos | Ekaterina Bobrova · Dmitri Soloviev · Rússia     |

## Resultados

### Individual masculino
| Pos.              | Nome              | Nacionalidade  | Pontos | PC         | PL          |
| ----------------- | ----------------- | -------------- | ------ | ---------- | ----------- |
| Medalha de ouro   | Mikhail Kolyada   | Rússia         | 279.38 | 103.13 (1) | 176.25 (3)  |
| Medalha de prata  | Jin Boyang        | China          | 264.48 | 93.89 (2)  | 170.59 (5)  |
| Medalha de bronze | Max Aaron         | Estados Unidos | 259.69 | 83.11 (5)  | 176.58 (1)  |
| 4                 | Vincent Zhou      | Estados Unidos | 256.66 | 80.23 (8)  | 176.43 (2)  |
| 5                 | Yan Han           | China          | 254.61 | 82.22 (6)  | 172.39 (4)  |
| 6                 | Javier Fernández  | Espanha        | 253.06 | 90.57 (3)  | 162.49 (6)  |
| 7                 | Keiji Tanaka      | Japão          | 247.17 | 87.19 (4)  | 159.98 (8)  |
| 8                 | Kevin Reynolds    | Canadá         | 226.50 | 64.40 (10) | 162.10 (7)  |
| 9                 | Grant Hochstein   | Estados Unidos | 216.44 | 80.55 (7)  | 135.89 (9)  |
| 10                | Alexander Majorov | Suécia         | 186.04 | 64.27 (11) | 121.77 (10) |
| 11                | Alexander Petrov  | Rússia         | 186.02 | 68.58 (9)  | 117.44 (12) |
| 12                | Zhang He          | China          | 167.58 | 46.99 (12) | 120.59 (11) |

### Individual feminino
| Pos.              | Nome                   | Nacionalidade  | Pontos | PC         | PL         |
| ----------------- | ---------------------- | -------------- | ------ | ---------- | ---------- |
| Medalha de ouro   | Alina Zagitova         | Rússia         | 213.88 | 69.44 (4)  | 144.44 (1) |
| Medalha de prata  | Wakaba Higuchi         | Japão          | 212.52 | 70.53 (2)  | 141.99 (2) |
| Medalha de bronze | Elena Radionova        | Rússia         | 206.82 | 70.48 (3)  | 136.34 (4) |
| 4                 | Mai Mihara             | Japão          | 206.07 | 66.90 (7)  | 139.17 (3) |
| 5                 | Marin Honda            | Japão          | 198.32 | 66.90 (6)  | 131.42 (5) |
| 6                 | Gabrielle Daleman      | Canadá         | 196.83 | 70.65 (1)  | 126.18 (7) |
| 7                 | Elizaveta Tuktamysheva | Rússia         | 196.68 | 67.10 (5)  | 129.58 (6) |
| 8                 | Li Xiangning           | China          | 174.82 | 59.20 (8)  | 115.62 (8) |
| 9                 | Choi Da-Bin            | Coreia do Sul  | 165.99 | 53.90 (9)  | 112.09 (9) |
| 10                | Amber Glenn            | Estados Unidos | 151.14 | 52.61 (10) | 98.53 (10) |
| 11                | Zhao Ziquan            | China          | 144.71 | 50.39 (11) | 94.32 (11) |

### Duplas
| Pos.              | Nome                                    | Nacionalidade  | Pontos | PC        | PL         |
| ----------------- | --------------------------------------- | -------------- | ------ | --------- | ---------- |
| Medalha de ouro   | Sui Wenjing / Han Cong                  | China          | 231.07 | 80.14 (1) | 150.93 (1) |
| Medalha de prata  | Yu Xiaoyu / Zhang Hao                   | China          | 205.54 | 71.37 (2) | 134.17 (2) |
| Medalha de bronze | Kirsten Moore-Towers / Michael Marinaro | Canadá         | 194.52 | 62.52 (4) | 132.00 (3) |
| 4                 | Nicole Della Monica / Matteo Guarise    | Itália         | 190.25 | 63.76 (3) | 126.49 (5) |
| 5                 | Valentina Marchei / Ondrej Hotárek      | Itália         | 188.01 | 59.53 (5) | 128.48 (4) |
| 6                 | Ashley Cain / Timothy Leduc             | Estados Unidos | 154.36 | 53.15 (7) | 101.21 (6) |
| 7                 | Zhang Mingyang / Song Bowen             | China          | 148.34 | 53.15 (6) | 95.19 (7)  |

### Dança no gelo
| Pos.              | Nome                                    | Nacionalidade  | Pontos | DC         | DL         |
| ----------------- | --------------------------------------- | -------------- | ------ | ---------- | ---------- |
| Medalha de ouro   | Gabriella Papadakis / Guillaume Cizeron | França         | 200.43 | 81.10 (1)  | 119.33 (1) |
| Medalha de prata  | Madison Chock / Evan Bates              | Estados Unidos | 184.50 | 72.66 (2)  | 111.84 (2) |
| Medalha de bronze | Ekaterina Bobrova / Dmitri Soloviev     | Rússia         | 182.84 | 72.34 (3)  | 110.50 (3) |
| 4                 | Tiffany Zahorski / Jonathan Guerreiro   | Rússia         | 164.41 | 67.62 (4)  | 96.79 (4)  |
| 5                 | Lorraine Mcnamara / Quinn Carpenter     | Estados Unidos | 157.61 | 63.65 (5)  | 93.96 (5)  |
| 6                 | Wang Shiyue / Liu Xinyu                 | China          | 151.17 | 59.07 (8)  | 92.10 (6)  |
| 7                 | Elliana Pogrebinsky / Alex Benoit       | Estados Unidos | 150.47 | 59.32 (7)  | 91.15 (7)  |
| 8                 | Angélique Abachkina / Louis Thauron     | França         | 144.90 | 59.91 (6)  | 84.99 (8)  |
| 9                 | Chen Hong / Zhao Yan                    | China          | 117.64 | 47.39 (9)  | 70.25 (9)  |
| 10                | Wang Xiaotong / Zhao Kaige              | China          | 102.66 | 38.74 (10) | 63.92 (10) |

## Quadro de medalhas
| Ordem | País           | Medalha de ouro | Medalha de prata | Medalha de bronze |    | Ordem por total |
| ----- | -------------- | --------------- | ---------------- | ----------------- | -- | --------------- |
| 1     | Rússia         | 2               |                  | 2                 | 4  | 1               |
| 2     | China          | 1               | 2                |                   | 3  | 2               |
| 3     | França         | 1               |                  |                   | 1  | 4               |
| 4     | Estados Unidos |                 | 1                | 1                 | 2  | 3               |
| 5     | Japão          |                 | 1                |                   | 1  | 4               |
| 6     | Canadá         |                 |                  | 1                 | 1  | 4               |
| TOTAL | TOTAL          | 4               | 4                | 4                 | 12 | —               |